# Heinrich Panofka
Heinrich Panofka, född den 3 oktober 1807 i Breslau, död den 18 november 1887 i Florens, var en tysk sånglärare och violinist, bror till Theodor Panofka.
Panofka studerade i Wien violinspelet för Mayseder och komposition för Joachim Hoffmann, fortsatte dessa studier i München och Berlin, men bosatte sig 1834 i Paris, där han utbildade sig till sånglärare. 
År 1842 öppnade han där jämte Bordogni en "Académie de chant", vistades 1842–1852 i London dels som eftersökt sånglärare, dels som meddirektör vid italienska operan, återvände därefter till Paris och flyttade 1866 till Florens. 
Panofka författade flera sångskolor: The Practical Singing Tutor, L'art de chanter (1855; översättning till italienska och tyska), som blev banbrytande för det nyare sångstudiet på fysiologisk grundval, Abécédaire vocal med flera. I sin ungdom komponerade han även för violin. Panofka blev 1854 ledamot av Musikaliska akademien i Stockholm.